# Politecnico federale di Zurigo
Il Politecnico federale di Zurigo, noto anche con la sigla ETH dalla denominazione ufficiale Eidgenössische Technische Hochschule Zürich, è considerato il più prestigioso istituto universitario politecnico della Svizzera e uno dei più importanti centri di ricerca al mondo. Fondato nel 1855 sull'esempio dell'École polytechnique a Parigi, forma studenti in campo scientifico e tecnico, si dedica alla ricerca, offre corsi di perfezionamento per specialisti e mette a disposizione servizi di natura tecnica e scientifica.
Grazie alle sue attività altamente qualificate nei settori già menzionati, il Politecnico ha acquisito fama mondiale. Sin dall'inizio si è cercato il dialogo con i migliori docenti e studiosi di tutto il mondo. 22 premi Nobel sono legati a questa scuola, fra cui il chimico Peter Debye, i fisici Albert Einstein e Wolfgang Pauli, così come negli ultimi anni, i chimici Kurt Wüthrich e Richard F. Heck.
All'interno delle varie classifiche universitarie, il Politecnico di Zurigo ha spesso raggiunto posizioni di alto livello in base a diversi indicatori. Ad esempio, è stata classificata tra le prime 10 università al mondo in diverse edizioni del QS World University Rankings e del Times Higher Education World University Rankings. Inoltre, ha ottenuto punteggi eccellenti per la reputazione accademica, la qualità della ricerca, l'impatto scientifico e la collaborazione con l'industria.

## Storia
Il progetto di un'università nazionale era stato oggetto di accesi dibattiti fin dal tempo della Repubblica elvetica. Il 7 febbraio 1854, il Consiglio Federale Svizzero firmò una legge per la creazione di una Scuola Politecnica Federale (Eidgenössische Polytechnische Schule) in coordinamento con una Scuola di Scienze Esatte, Politiche e Umane.
La nuova istituzione doveva fornire conoscenze teoriche e pratiche in linea con la Rivoluzione industriale europea e fu da subito frequentata da personalità quali: Kinkel, de Sanctis, Antoine-Elisée Cherbuliez, Clausius, Reuleaux e Semper. Semper firmò il progetto dell'edificio principale (Hauptgebäude), che fu affiancato dal laboratorio di macchine e dall'edificio di chimica e fisica, mentre nascevano le associazioni studentesche, il dipartimento di agricoltura e quello complementare di scienze militari.
Nel 1904, il nome mutò da Polytechnikum in Eidgenössische Technische Hochschul, per volere delle istituzioni educative tedesche, ma divenne effettivo soltanto sette anni più tardi. In quegli anni, l'ETH iniziò il suo processo di separazione dalle altre istituzioni federali, dall'Università di Zurigo, dal Cantone e dalla municipalità di Zurigo. Nel 1908, l'ETH avviò il processo di modernizzazione della didattica e del percorso curricolare. L'anno successivo, furono assegnati i primi titoli di dottorato: sei nell'area della chimica, due in ingegneria meccanica e uno in scienze naturali.

### XX-XXI secolo

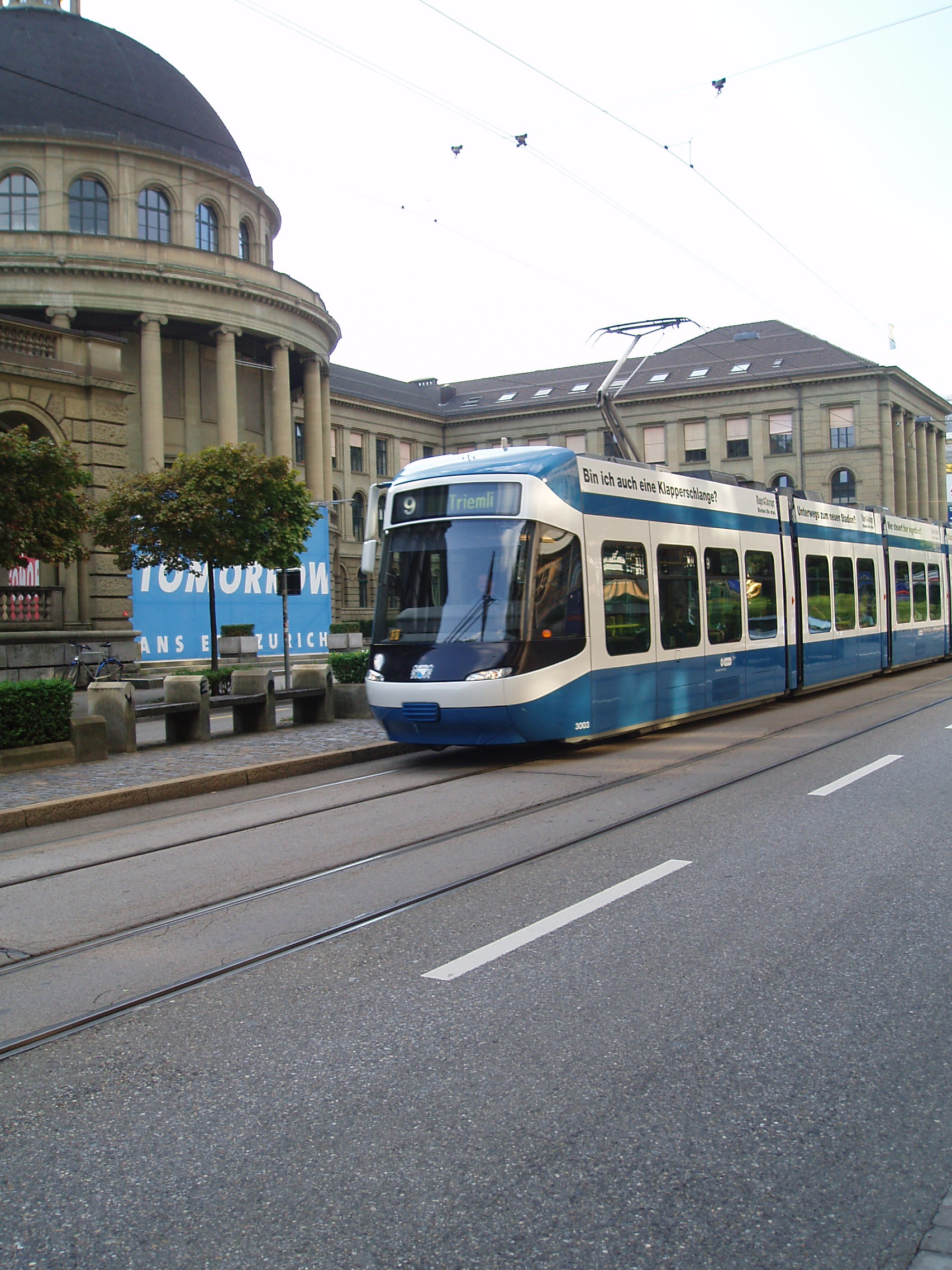
L'Hauptgebäude nel campus di Zentrum.

L'università ha iniziato a lavorare con autonomia accademica, ma in collaborazione con il Cantone di Zurigo, creando un binomio fra formulazione teorica e sperimentazione controllata, che dopo la prima guerra mondiale diede come frutti vari nuovi istituti a capitale misto pubblico-privato, che posizionò le figure formate dall'ETH al centro del mondo scientifico elvetico.
Nel 1929 fu creato il laboratorio di acqua e idrologia, nel 1933 l'istituto di fisica sperimentale, nel '37 l'istituto di sviluppo industriale. L'università aveva esigenza di nuovi spazi e nel '52 istituì la Swiss National Science Foundation per la raccolta dei fondi necessari alla costruzione del nuovo campus nel settore di Hönggerberg, nella periferia di Zurigo. Due anni dopo erano già stati raccolti 444 milioni di franchi svizzeri per l'ampliamento. I lavori furono ultimati nel '61.
Nel '68 furono approvate le nuove leggi per l'ETH, ma gli studenti votarono contro. Nel '69, la gemella École Polytechnique Universitaire de Lausanne fu elevata al rango di Scuola Politecnica Federale.
Seguendo il trend mondiale che vedeva la trasformazione delle università da meri fruitori a protagonisti attivi della rivoluzione tecnologica, a partire dagli anni '70 l'ETH strinse alleanze strategiche con importanti aziende, che promossero la creazione di nuovi dipartimenti e di nuovi percorsi di carriera accademica nell'ambito dell'informatica, della scienza dei materiali e delle scienze dell'ambiente.
Intorno al 2005, l'ETH di Zurigo si è uniformato ai requisiti del Processo di Bologna e, in concomitanza col 150º anniversario dalla sua fondazione, ha lanciato il progetto Science City per convertire Hönggerberg in una cittadella onnicomprensiva di tutte le possibili esigenze dei propri studenti e professori.

## L'edificio

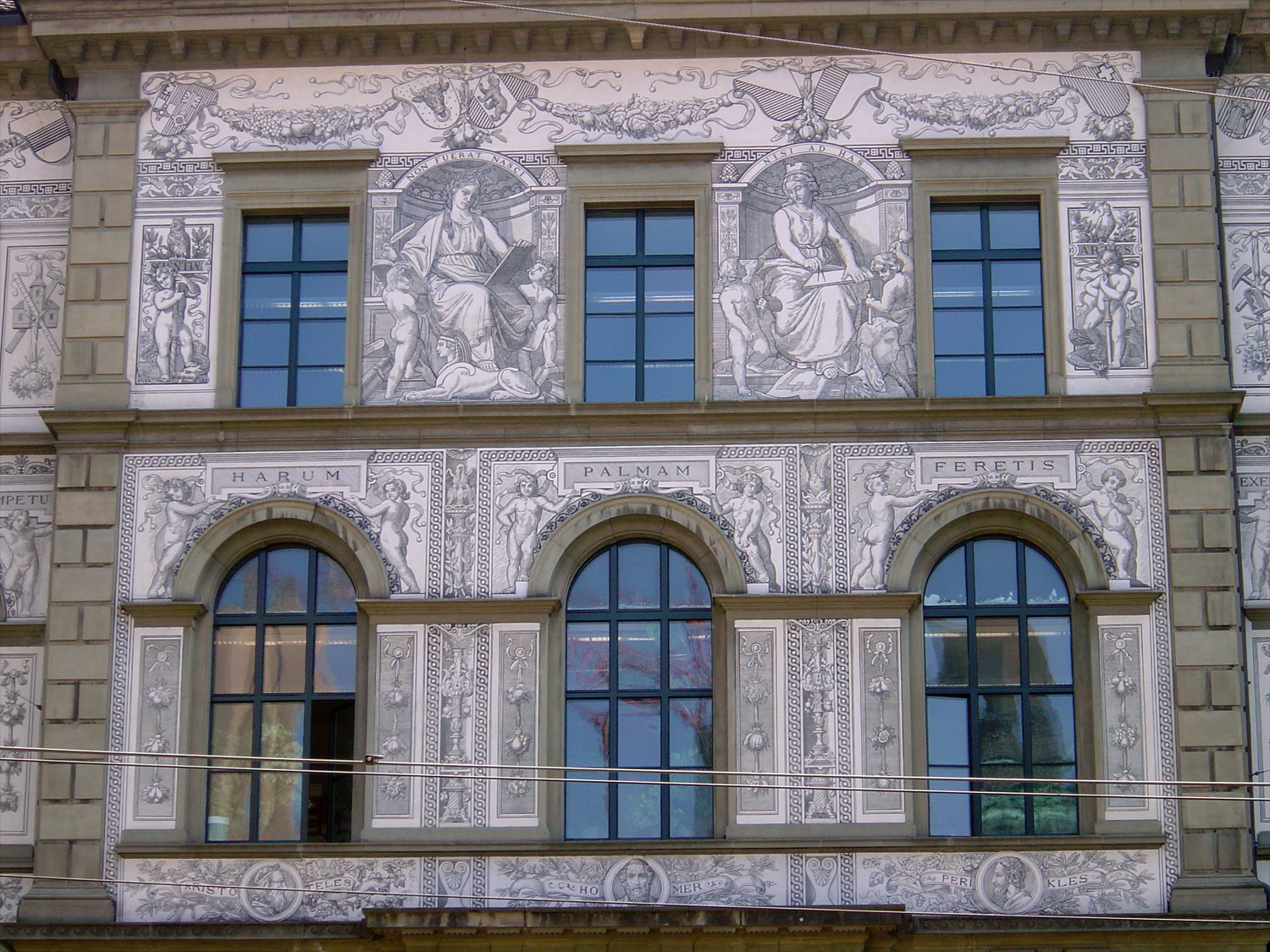
Facciata nord

L'edificio venne progettato dal famoso architetto Gottfried Semper e si distingue per una cupola centrale sotto la quale si riuniscono i professori. Si ispira essenzialmente all'architettura rinascimentale. 
Si aggiunsero durante gli anni nuove ali all'edificio, ristrutturato a più riprese, sicché la costruzione è oggi molto più ampia. Dalla terrazza situata verso il centro si gode di un notevole panorama. Sotto questa terrazza sono situate diverse forme di infrastruttura (mensa, palestre ecc).
La facciata rivolta verso il nord è riccamente decorata ed ispirata a costruzioni toscane rinascimentali come Palazzo Pitti.

## Sedi
In due sedi a Zurigo, nel bel mezzo dell'Europa, l'ETH offre agli studenti e ai ricercatori infrastrutture fra le più moderne. La sede centrale, con l'edificio principale, si trova nel cuore della città, a pochi passi dalla Stazione centrale. Da circa 30 anni, inoltre, si sta ampliando il campus di Höngg, sito sulle alture poco distanti dal centro. Quest'ultimo punta a diventare un vero e proprio campus, chiamato Science City, con alloggi e molti altri servizi, come palestre e zone ricreative dedicate agli studenti. Collocato in mezzo al verde, ma comunque velocemente raggiungibile dal centro, il campus di Höngg offre un'infrastruttura completa e le migliori condizioni didattiche e di ricerca in architettura, ingegneria civile, geomatica, fisica, chimica, biologia molecolare, farmacia e scienze dei materiali.

## I luoghi della cultura, del lavoro e della ricerca
18 000 persone provenienti da tutta la Svizzera e dall'estero studiano o lavorano alla scuola. Circa la metà di loro sono studenti che, dopo la maturità, intendono conseguire in otto o nove semestri di studio un diploma universitario. Essi possono usufruire di 22 corsi di studio bachelor e di un numero ancor maggiore di corsi di studio master, oltre che dell'esperienza di circa 340 professori, di cui quasi la metà provenienti dall'estero, per ottenere la qualifica indispensabile per una carriera professionale di successo. Per essere all'altezza della propria fama internazionale, il Politecnico partecipa a numerosi progetti di collaborazione con le più rinomate università del mondo. Anche con l'Università di Zurigo esiste una stretta collaborazione in diversi settori della ricerca. In Svizzera, mentre le scienze naturali vengono insegnate anche nelle università, per gli studi di ingegneria a livello universitario ci si può iscrivere solo ai Politecnici di Zurigo e di Losanna. I corsi di studio in Management, tecnologia ed economia, Scienze naturali interdisciplinari, Scienze computazionali, Scienze motorie e sport, Scienze agrarie e alimentari vengono offerti esclusivamente al Politecnico di Zurigo.
Le tassa scolastica ammonta a 730 CHF per semestre, più altre piccole spese secondarie. 
Nel semestre invernale 2004/2005 l'ETH Zürich si è adattato completamente, per quanto riguarda i nuovi studenti, al modello d'insegnamento basato su bachelor e master. Le diverse direzioni di studio offerte (raggruppate in 15 dipartimenti e aggiornate all'anno accademico 2008) sono le seguenti:
- Architettura
- Ingegneria civile
- Ingegneria dell'ambiente
- Geomatica e pianificazione
- Ingegneria meccanica
- Elettrotecnica e tecnologia dell'informazione
- Informatica
- Scienza dei materiali
- Management, tecnologia ed economia
- Ingegneria biomedica
- Matematica
- Fisica

- Scienze computazionali
- Chimica
- Ingegneria chimica e biotecnologia
- Scienze naturali interdisciplinari
- Biologia
- Scienze farmaceutiche
- Scienze motorie
- Scienze della terra
- Scienze ambientali
- Agronomia
- Scienze alimentari
- Ufficiale di professione (Accademia militare) (Center for Security Studies)

L'offerta di studio è completata da materie secondarie a scelta. Alcune sono svolte in collaborazione con l'Università di Zurigo e tutte rientrano nel campo delle scienze umane. Entro la fine del proprio studio sono necessari almeno 8 crediti.
La Biblioteca del Politecnico federale di Zurigo, fondata in contemporanea con il Politecnico stesso, è la più grande biblioteca svizzera e svolge una doppia funzione: da un lato è la biblioteca accademica del Politecnico di Zurigo, dall'altro funge da centro nazionale per l'informazione scientifico-tecnica. Le diverse collezioni corrispondono agli ambiti di ricerca e d'insegnamento del Politecnico. Tutti possono usufruire dei servizi della biblioteca che attualmente comprende 7 617 000 unità (fine 2010).